# Mediastinul superior

Mediastinul superior este o subdiviziune a mediastinului.

## Anatomie
Delimitare:
- anterior : manubriul sternal,
- posterior : vertebrele toracice T1-T4
- bilateral : pleura mediastinală dreaptă și respectiv stângă
- superior : apertura superioară a cutiei toracice
- inferior : planul transversal imaginar ce trece prin unghiul lui Louis și discul intervertebral T4-T5

Conținut:
- viscere : 
  - timusul
  - esofagul
  - traheea
- structuri vasculare: 
  - artera și vena toracică internă (mamară internă)
  - venele brahiocefalice (dreaptă și stângă)
  - vena cavă superioară (porțiunea superioară)
  - arcul aortic și ramurile sale (a.brahiocefalică, a.carotidă comună stângă și a.subclavie stângă)
  - vena intercostală superioară stângă
- structuri neurologice :
  - nervii vagi (drept și stâng)
  - nervii frenici (drept și stâng)
  - nervul recurent laringian stâng
- structuri limfatice : 
  - ductul toracic
  - ganglioni limfatici